# Spießblättriges Tännelkraut
Das Spießblättrige Tännelkraut (Kickxia elatine), auch Echtes Tännelkraut genannt, ist eine Pflanzenart aus der Gattung Tännelkräuter (Kickxia) innerhalb der Familie der Wegerichgewächse (Plantaginaceae).

## Beschreibung

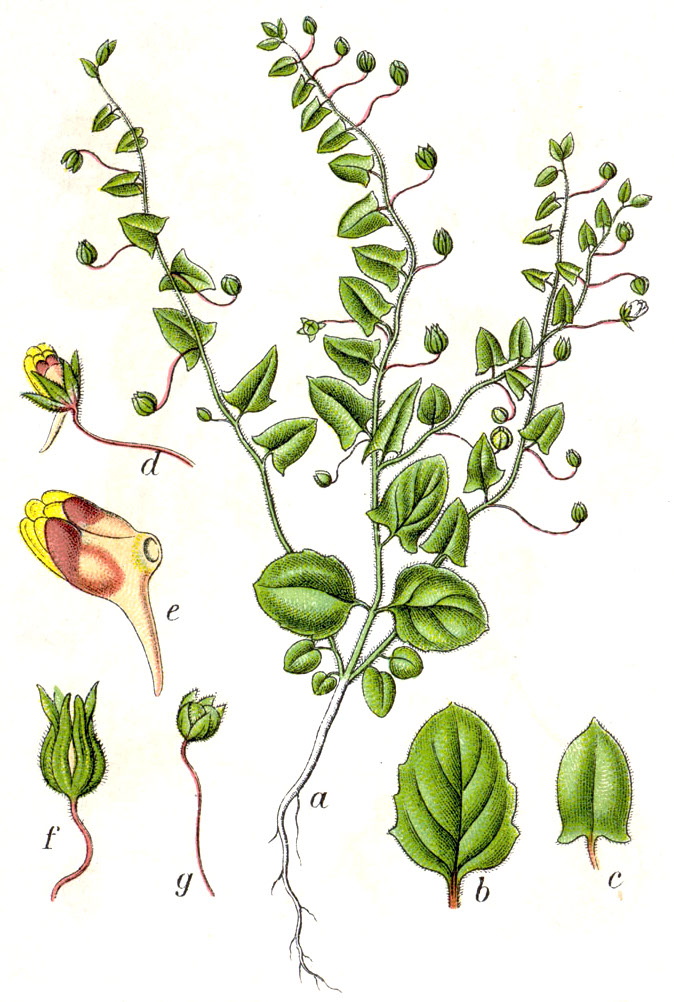
Illustration aus Sturm

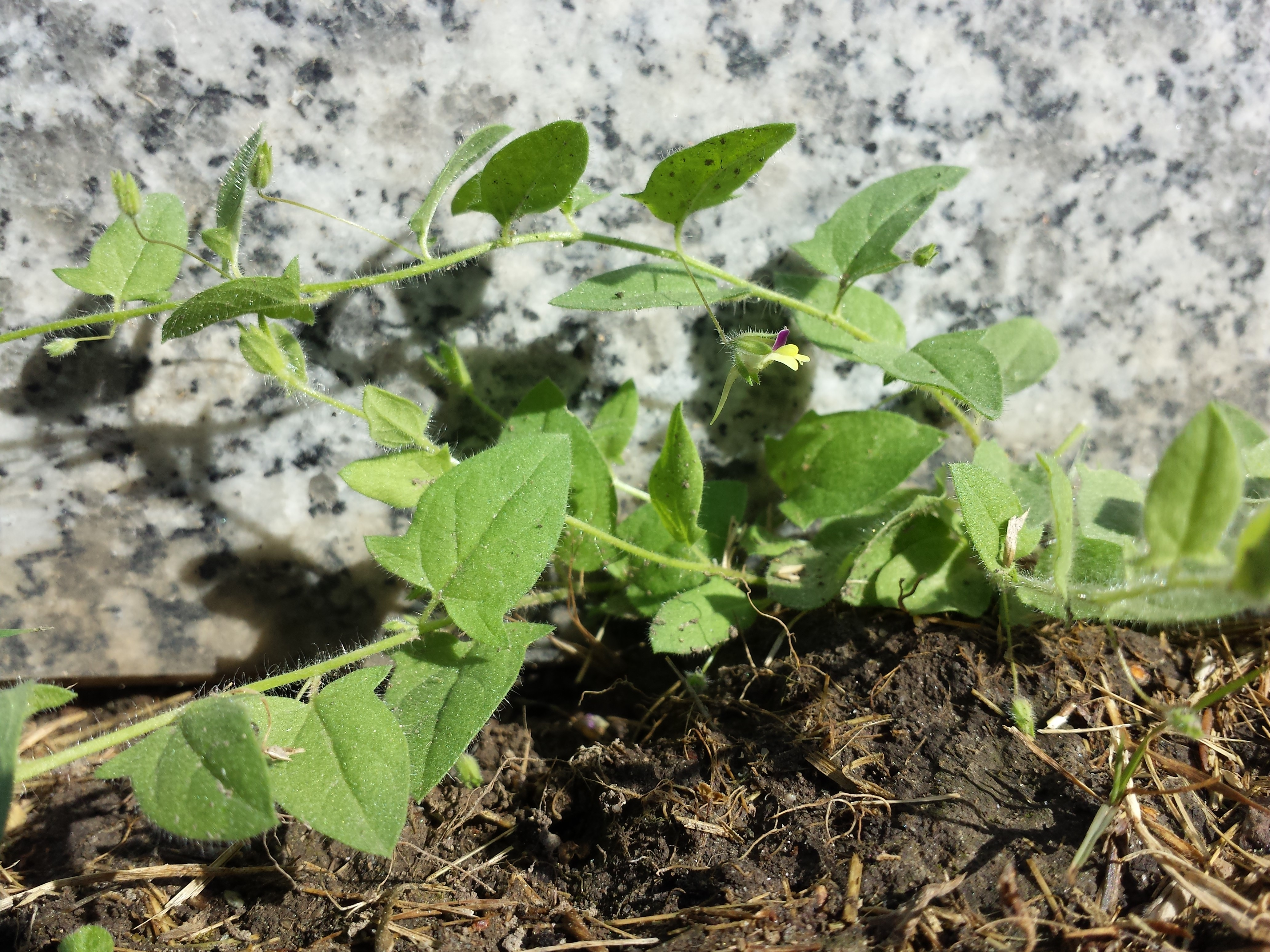
Habitus

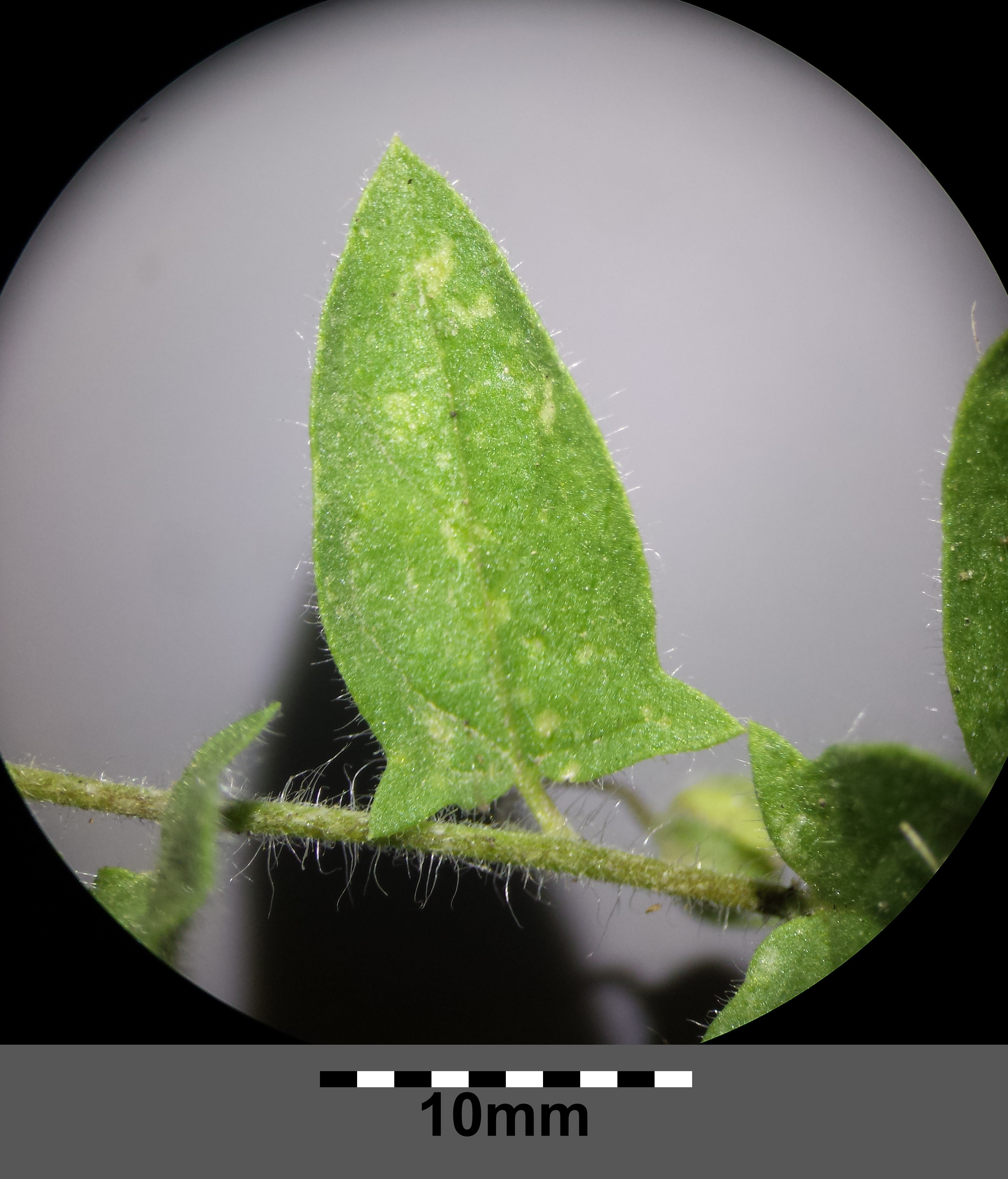
Die Laubblätter sind spieß- bis pfeilförmig.

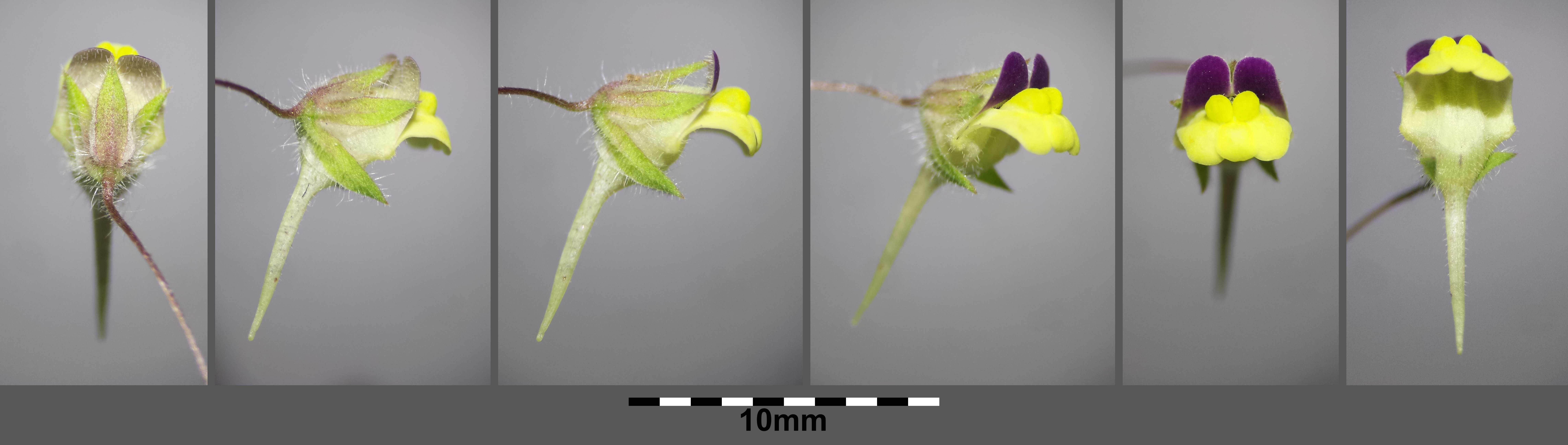
Die Blüten weisen eine geraden Sporn auf und die Kronenoberlippe ist purpurviolett.

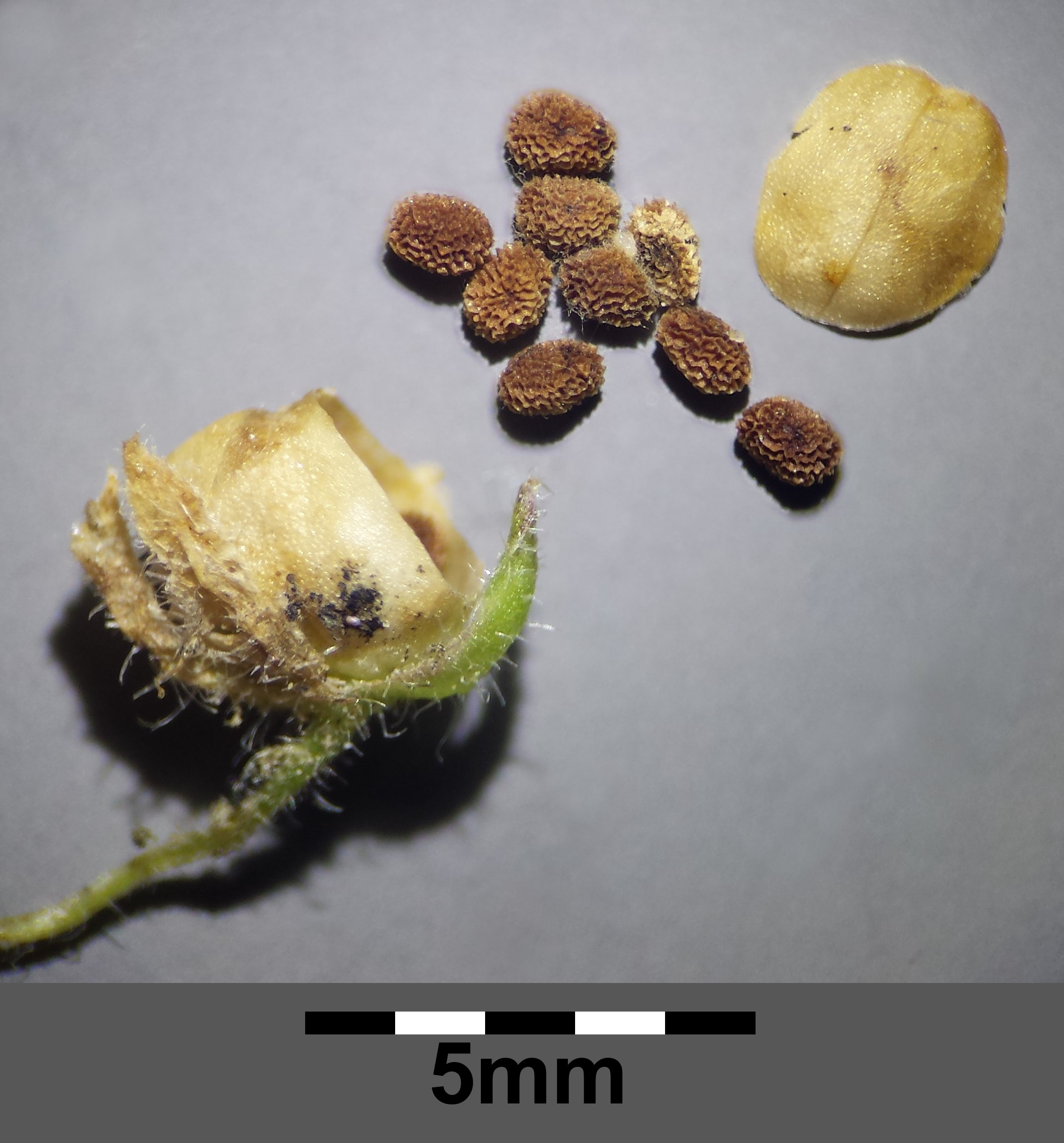
Kapselfrucht mit Samen

### Vegetative Merkmale
Das Spießblättrige Tännelkraut wächst als einjährige krautige Pflanze und erreicht Wuchshöhen von 3 bis 10 Zentimetern. Der 20 bis 40 Zentimeter lange, fädige etwas kantige, drüsig abstehend behaarte Stängel wächst anfangs meist aufrecht, ist bald aber niederliegend verzweigt. Die oberirdischen Pflanzenteile sind mehr oder weniger lang drüsig behaart.
Die hauptsächlich wechselständig, nur im unteren Bereich gegenständig angeordneten Laubblätter sind in kurzen Blattstiel und Blattspreite gegliedert. Der Blattstiel ist nur kurz. Die Blattspreiten der mittleren Laubblätter sind am Grund spieß-, die oberen pfeilförmig, die untersten sind manchmal am Grund gerundet.

### Generative Merkmale
Die Blütezeit liegt vorwiegend in den Monaten von Juli bis September. Die Blüten stehen einzeln in den Blattachseln. Die relativ langen Blütenstiele sind mehr oder weniger kahl.
Die zwittrigen Blüten sind zygomorph mit doppelter Blütenhülle. Der Kelch ist ungleich fünfzipfelig. Die hellgelbe Krone ist behaart und mit Sporn etwa 8 bis 11 Millimeter lang. Die Oberlippe ist innen violett. Die Unterlippe ist samtig und dunkler gelb gefärbt. Der Sporn ist gerade und spitz.
Die kugelige Kapselfrucht öffnet sich bei Reife mit Poren.
Die Chromosomenzahl beträgt 2n = 36, seltener 18.

## Ökologie
Beim Spießblättrigen Tännelkraut handelt es sich um einen Therophyten. Blütenökologisch handelt es sich um eine Maskenblume.

## Vorkommen
Kickxia elatine ist in Südeuropa, Südosteuropa und von Nordwestafrika bis Westasien verbreitet. In Österreich kommt das Spießblättrige Tännelkraut im pannonischen Gebiet zerstreut, ansonsten sehr selten vor. In der Schweiz ist es allgemein zerstreut aufzufinden. Das Spießblättrige Tännelkraut kommt in der Mitte Deutschlands zerstreut bis verbreitet vor; ansonsten ist es sehr selten anzutreffen.
Das Spießblättrige Tännelkraut wächst in Mitteleuropa in Getreidefeldern. Es ist vor allem in Stoppelfeldern und Brachen verbreitet. Es gedeiht am besten auf mäßig frischen, nährstoff- und basenreichen, oft kalkarmen, sandigen oder reinen Ton- und Lehmböden. Kickxia elatine ist in Mitteleuropa eine Charakterart des Kickxietum spuriae aus dem Verband Caucalidion lappulae. Es ist ein wärmeliebender Lehmzeiger, der bis zu 50 Zentimeter tief wurzelt.

## Systematik
Die Erstveröffentlichung erfolgte 1753 unter dem Namen (Basionym) Antirrhinum elatine durch Carl von Linné. Die Neukombination zu Kickxia elatine (L.) Dumort. wurde durch Barthélemy Charles Joseph Dumortier veröffentlicht. Weitere Synonyme für Kickxia elatine (L.) Dumort. sind: Elatinoides elatine (L.) Wettst., Linaria elatine (L.) Mill..
Von Kickxia elatine gibt es etwa zwei Unterarten:
- Kickxia elatine (L.) Dumort. subsp. elatine
- Kickxia elatine subsp. crinita (Mabille) Greuter: Sie kommt auf den Azoren, in Süd-, Mittel- und Südosteuropa sowie in Vorderasien vor.[4]